# Шесть минут до полуночи
«Шесть минут до полуночи» (англ. Six Minutes to Midnight) — британский художественный фильм в жанре исторического детектива режиссёра Энди Годдара с Эдди Иззардом, Джуди Денч и Карлой Юри в главных ролях. Вышел на экраны 26 марта 2021 года.

## Сюжет
Действие фильма происходит в 1939 году, за несколько дней до начала Второй мировой войны, в английском пансионе для дочерей высокопоставленных чиновников нацистской Германии. Британская разведка намерена не допустить эвакуацию девочек на родину, чтобы в дальнейшем использовать их для давления на отцов. Правительственный агент Уитли, работавший в пансионе под прикрытием как учитель английского языка, погибает, и на его место присылают Томаса Миллера. Постепенно он проникается симпатией к девочкам, хотя те истинные патриотки и поклонницы Гитлера.
Миллеру удаётся подслушать разговор немецкого агента с воспитательницей пансиона Ильзе Келлер. Ей приказано подготовить девочек к эвакуации на следующий день, а в случае провала убить их. Миллер спешит передать данные своему руководителю, полковнику Смиту, но Ильзе Келлер выслеживает их и убивает полковника. Подозрение падает на Миллера. Какое-то время он скрывается от полиции, но его всё же арестовывают. Следствие ведет капитан Дрей, который оказывается завербованным нацистами. Миллеру удаётся сбежать и передать по телефону кодовую фразу, Дрей настигает его, но погибает от руки своего помощника капрала Симмонса.
Миллер докладывает о планах нацистов и сам спешит в пансион. Он находит девочек во главе с Ильзе Келлер на вершине утёса, ждущих эвакуации. Британские ВВС не дают приземлиться немецкому самолёту, Ильзе собирается убить девочек, но Миллер и руководительница пансиона мисс Роколл убеждают её не делать этого. Воспитанницы остаются в пансионе и после того, как начинается война. В финале Миллер покидает пансион, и девочки поют для него «Долог путь до Типперэри».

## В ролях
- Джуди Денч — мисс Роколл
- Эдди Иззард — Томас Миллер
- Джеймс Д’Арси — капитан Дрей
- Джим Бродбент — Чарли (водитель автобуса)
- Карла Юри — Ильзе Келлер
- Кевин Элдон — сержант Симмонс
- Дэвид Скофилд — полковник Смит

## Создание и оценки
Съёмки фильма начались 3 июля 2018 года. Они проходили в Уэльсе и в других местностях Великобритании и заняли шесть недель. Выход фильма в прокат был запланирован на 29 мая 2020 года, но из-за пандемии коронавируса его перенесли на 25 сентября 2020 года, а потом на 26 марта 2021 года.
На сайте-агрегаторе рецензий Rotten Tomatoes рейтинг «Шести минут до полуночи» составил 35 %, а средняя оценка — 5,5 из 10. Критики с этого ресурса признали, что картина рассказывает увлекательную историю, но при этом явно проигрывает шпионским фильмам. На Metacritic фильм получил среднюю оценку 50 из 100, что указывает на «смешанные или средние отзывы».
В рецензии для RogerEbert.com Нелл Миноу написала, что в картине «вопросы индивидуальной, культурной и национальной лояльности, а также того, когда и как нужно реагировать на агрессивные действия других наций, оказались отодвинуты на задний план ради нескольких слабых сцен погони». Рецензент «Киноафиши» Гульназ Давлетшина пишет о «динамике и претенциозных диалогах», которые «могут напомнить американский нуар 1940-х годов». Для Ефима Гугнина с «Фильм.ру» «Шесть минут до полуночи» стали примером того, что «чисто сериальный режиссёр-наёмник» не может снимать качественное полнометражное кино: по его словам, у Энди Годдарда, режиссёра «Аббатства Даунтон», получилась «странная вырезка» из этого сериала: «примерно те же декорации, скромная визуальная форма, Джуди Денч заменяет Мэгги Смит в качестве обязательной театральной иконы в кадре. Всё это учтиво снято, каждый кадрик благонамеренно выставлен мастеровитой рукой, но ни в одном из них нет ни намёка на жизнь, какой-либо нерв…».